# Hiroyuki Nakano

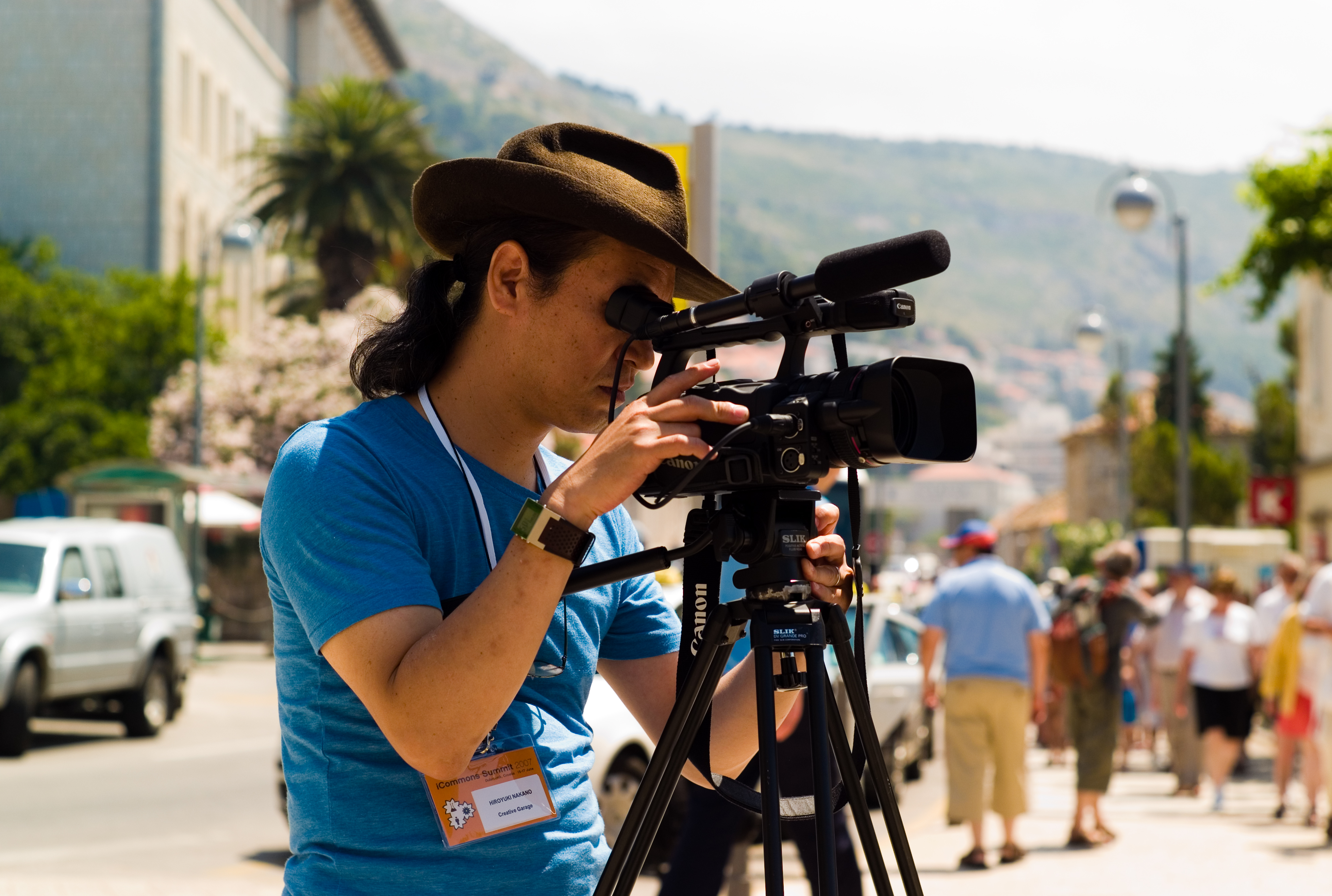
Hiroyuki Nakano

Hiroyuki Nakano (jap. 中野 裕之, Nakano Hiroyuki; * 1958 in Fukuyama, Präfektur Hiroshima, Japan) ist ein japanischer Musikvideo- und Filmregisseur.

## Biografie
Der erste Schritt in Nakanos filmischer Karriere war eine Anstellung innerhalb der Geschäftsleitung eines Fernsehsenders in Osaka. Etwa 1982 wechselte Nakano in eine andere Abteilung innerhalb des Fernsehsenders, wo er erstmals die Rolle des Regisseurs und Produzenten von Unterhaltungssendungen übernehmen durfte.
Kurz darauf erstellte er erste Musikvideos, jedoch noch nicht professionell, sondern eher als Hobby. Doch gründete er bereits 1985 die Tyrell Corporation (タイレルコーポレーション, Taireru Kōporēshon), die erste Produktionsfirma für Musikvideos in Japan. Trotzdem Nakano das Gitarrespielen als Hobby zu Schulzeiten aufgab, verlor er nie die Begeisterung zur Musik, wie sich in seinen Musikvideos und später auch seinen Spielfilmen zeigt. Als er in den folgenden Jahren immer größere Anerkennung erhielt, expandierte die Tyrell Corporation und wurde 1992 in Peacedelic Studios umbenannt.
1996 lernte Nakano Tomoyasu Hotei kennen, freundete sich mit ihm an und arbeitete fortan mit ihm zusammenarbeiten. Resultat dieser Kooperation ist Nakanos bislang wohl bekanntester Film Samurai Fiction, in welchem Hotei eine der Hauptrollen übernahm. Der Film erhielt im Gegensatz zu Nakanos nachfolgenden Filmproduktionen überwiegend lobreiche Kritiken.

## Filmographie

### Spielfilme
- 1989: Watching People
- 1995: Spiritual Earth: Aloha Wave
- 1998: Samurai Fiction
- 2000: Pop Group Killers
- 2001: Red Shadow
- 2001: Stereo Future
- 2003: Slow Is Beautiful
- 2003: Return
- 2009: Tajomaru
- 2009: Ikemen Sobaya Tantei (Fernsehproduktion für Nippon Television)

### Kurzfilme
- 1989: Watching People
- 1995: Spiritual Earth: Aloha Wave
- 2003: Slow Is Beautiful

### Musikvideos (Auswahl)
- 1990: Deee-Lite – Groove Is in the Heart
- 1995: Towa Tei feat. The DJ Orchestra – Technova
- 1996: Photek – Ni Ten Ichi Ryu